# American Le Mans Series 2004
Navigation
Édition précédente Édition suivante
L'American Le Mans Series 2004 a été la sixième saison de ce championnat.

## Calendrier
| Manche | Course                            | Circuit                        | Date         |
| ------ | --------------------------------- | ------------------------------ | ------------ |
| 1      | 12 Heures de Sebring              | Sebring                        | 20 mars      |
| 2      | American Le Mans at Mid-Ohio      | Mid-Ohio                       | 27 juin      |
| 3      | New England Grand Prix            | Lime Rock Park                 | 5 juillet    |
| 4      | Grand Prix de Sonoma              | Infineon Raceway               | 18 juillet   |
| 5      | Grand Prix de Portland            | Portland International Raceway | 25 juillet   |
| 6      | Grand Prix de Mosport             | Mosport                        | 8 août       |
| 7      | Road America 500                  | Road America                   | 22 août      |
| 8      | Petit Le Mans                     | Road Atlanta                   | 25 septembre |
| 9      | Monterey Sports Car Championships | Laguna Seca                    | 16 octobre   |

## Résultats
Les vainqueurs du classement général de chaque manche sont inscrits en caractères gras.
| Manche | Circuit      | Équipe victorieuse LMP1                | Équipe victorieuse LMP2                   | Équipe victorieuse GTS                     | Équipe victorieuse GT                         | Résultats |
| Manche | Circuit      | Pilotes victorieux LMP1                | Pilotes victorieux LMP2                   | Pilotes victorieux GTS                     | Pilotes victorieux GT                         | Résultats |
| ------ | ------------ | -------------------------------------- | ----------------------------------------- | ------------------------------------------ | --------------------------------------------- | --------- |
| 1      | Sebring      | #28 Audi Sport UK Veloqx               | #10 American Spirit Racing                | #3 Corvette Racing                         | #23 Alex Job Racing                           | Résultats |
| 1      | Sebring      | Allan McNish Frank Biela Pierre Kaffer | Ian James Mike Borkowski John Macaluso    | Ron Fellows Johnny O'Connell Max Papis     | Timo Bernhard Sascha Maassen                  | Résultats |
| 2      | Mid-Ohio     | #38 ADT Champion Racing                | #30 Intersport Racing                     | #3 Corvette Racing                         | #45 Flying Lizard Motorsports                 | Résultats |
| 2      | Mid-Ohio     | Marco Werner JJ Lehto                  | Clint Field Robin Liddell                 | Ron Fellows Johnny O'Connell               | Darren Law Johannes van Overbeek              | Résultats |
| 3      | Lime Rock    | #38 ADT Champion Racing                | #10 Miracle Motorsports                   | #4 Corvette Racing                         | #35 Risi Competizione                         | Résultats |
| 3      | Lime Rock    | Marco Werner JJ Lehto                  | Ian James James Gue                       | Oliver Gavin Olivier Beretta               | Ralf Kelleners Anthony Lazzaro                | Résultats |
| 4      | Infineon     | #38 ADT Champion Racing                | #30 Intersport Racing                     | #3 Corvette Racing                         | #23 Alex Job Racing                           | Résultats |
| 4      | Infineon     | Marco Werner JJ Lehto                  | Jon Field Clint Field Robin Liddell       | Ron Fellows Johnny O'Connell               | Timo Bernhard Jörg Bergmeister                | Résultats |
| 5      | Portland     | #38 ADT Champion Racing                | #30 Intersport Racing                     | #3 Corvette Racing                         | #24 Alex Job Racing                           | Résultats |
| 5      | Portland     | Marco Werner JJ Lehto                  | Jon Field Clint Field Robin Liddell       | Ron Fellows Johnny O'Connell               | Romain Dumas Marc Lieb                        | Résultats |
| 6      | Mosport      | #16 Dyson Racing                       | #30 Intersport Racing                     | #4 Corvette Racing                         | #23 Alex Job Racing                           | Résultats |
| 6      | Mosport      | Butch Leitzinger James Weaver          | Clint Field Robin Liddell                 | Oliver Gavin Olivier Beretta               | Jörg Bergmeister Timo Bernhard                | Résultats |
| 7      | Road America | #38 ADT Champion Racing                | #10 Miracle Motorsports                   | #4 Corvette Racing                         | #23 Alex Job Racing                           | Résultats |
| 7      | Road America | Marco Werner JJ Lehto                  | Ian James James Gue                       | Oliver Gavin Olivier Beretta               | Jörg Bergmeister Timo Bernhard                | Résultats |
| 8      | Road Atlanta | #38 ADT Champion Racing                | #30 Intersport Racing                     | #4 Corvette Racing                         | #23 Alex Job Racing                           | Résultats |
| 8      | Road Atlanta | Marco Werner JJ Lehto                  | Clint Field Robin Liddell Milka Duno      | Oliver Gavin Olivier Beretta Jan Magnussen | Jörg Bergmeister Timo Bernhard Sascha Maassen | Résultats |
| 9      | Laguna Seca  | #2 ADT Champion Racing                 | #30 Intersport Racing                     | #3 Corvette Racing                         | #24 Alex Job Racing                           | Résultats |
| 9      | Laguna Seca  | Johnny Herbert Pierre Kaffer           | Clint Field Rick Sutherland Robin Liddell | Ron Fellows Johnny O'Connell               | Marc Lieb Romain Dumas                        | Résultats |

## Classement écuries

### Classement LMP1
| Pos. | Écurie                    | Châssis                            | Moteur                              | 1  | 2  | 3  | 4  | 5  | 6  | 7  | 8  | 9  | Total |
| ---- | ------------------------- | ---------------------------------- | ----------------------------------- | -- | -- | -- | -- | -- | -- | -- | -- | -- | ----- |
| 1    | ADT Champion Racing       | Audi R8                            | Audi 3.6L Turbo V8                  | 22 | 20 | 20 | 20 | 20 | 16 | 20 | 26 | 19 | 183   |
| 2    | Dyson Racing              | MG-Lola EX257                      | MG (AER) XP20 2.0L Turbo I4         | 14 | 16 | 16 | 16 | 16 | 20 |    | 19 | 16 | 133   |
| 3    | Audi Sport UK Team Veloqx | Audi R8                            | Audi 3.6L Turbo V8                  | 26 |    |    |    |    |    |    |    |    | 26    |
| 4    | Intersport Racing         | Riley & Scott Mk III C Lola B01/60 | Élan 6L8 6.0L V8 Judd KV675 3.4L V8 | 9  |    |    |    |    |    | 16 |    |    | 25    |
| 5    | Rollcentre Racing         | Dallara SP1                        | Judd GV4 4.0L V10                   | 16 |    |    |    |    |    |    |    |    | 16    |
| 6    | Autocon Motorsports       | Riley & Scott Mk III C             | Lincoln (Élan) 5.0L V8              | 12 |    |    |    |    |    |    |    |    | 12    |
| 7    | Larbre Compétition        | Panoz GTP                          | Élan 6L8 6.0L V8                    | 10 |    |    |    |    |    |    |    |    | 10    |

### Classement LMP2
| Pos. | Écurie                          | Châssis                 | Moteur                                               | 1  | 2  | 3  | 4  | 5  | 6  | 7  | 8  | 9  | Total |
| ---- | ------------------------------- | ----------------------- | ---------------------------------------------------- | -- | -- | -- | -- | -- | -- | -- | -- | -- | ----- |
| 1    | Miracle Motorsports             | Lola B2K/40 Courage C65 | Nissan (AER) VQL 3.0L V6 MG (AER) XP20 2.0L Turbo I4 | 26 | 13 | 20 | 16 | 16 | 16 | 20 |    | 19 | 146   |
| 2    | Intersport Racing               | Lola B2K/40             | Judd KV675 3.4L V8                                   |    | 20 |    | 20 | 20 | 20 |    | 26 | 23 | 129   |
| 3    | Marshall Cooke Race Car Company | Lola B2K/40             | Ford (Millington) 2.0L Turbo I4                      |    | 16 | 16 |    |    |    |    | 22 |    | 54    |
| 4    | Rand Racing                     | Lola B2K/40             | Nissan (AER) VQL 3.0L V6                             | 22 |    |    |    |    |    |    |    |    | 22    |
| 5    | Team Bucknum                    | Pilbeam MP91            | Nissan (AER) VQL 3.0L V6 Willman 3.4L V6             |    |    |    | 13 |    |    |    |    |    | 13    |

### Classement GTS
| Pos. | Écurie               | Châssis                     | Moteur               | 1  | 2  | 3  | 4  | 5  | 6  | 7  | 8  | 9  | Total |
| ---- | -------------------- | --------------------------- | -------------------- | -- | -- | -- | -- | -- | -- | -- | -- | -- | ----- |
| 1    | Corvette Racing      | Chevrolet Corvette C5-R     | Chevrolet 7.0L V8    | 26 | 20 | 20 | 20 | 20 | 20 | 20 | 26 | 23 | 195   |
| 2    | ACEMCO Motorsports   | Saleen S7-R                 | Ford 7.0L V8         | 19 | 13 | 13 |    | 13 | 13 | 13 | 16 | 16 | 116   |
| 3    | Carsport America     | Dodge Viper GTS-R           | Dodge 8.0L V10       |    |    | 10 | 10 |    | 10 | 10 | 19 |    | 59    |
| 4    | Krohn-Barbour Racing | Lamborghini Murciélago R-GT | Lamborghini 6.0L V12 |    | 10 |    | 16 | 10 |    |    | 14 |    | 50    |
| 5    | Barron Connor Racing | Ferrari 575-GTC Maranello   | Ferrari 6.0L V12     | 22 |    |    |    |    |    |    |    |    | 22    |

### Classement GT
| Pos. | Écurie                              | Châssis                                   | Moteur                              | 1  | 2  | 3  | 4  | 5  | 6  | 7  | 8  | 9  | Total |
| ---- | ----------------------------------- | ----------------------------------------- | ----------------------------------- | -- | -- | -- | -- | -- | -- | -- | -- | -- | ----- |
| 1    | Alex Job Racing                     | Porsche 911 GT3-RSR                       | Porsche 3.6L Flat-6                 | 26 | 16 | 13 | 20 | 20 | 20 | 20 | 26 | 23 | 184   |
| 2    | Flying Lizard Motorsports           | Porsche 911 GT3-RSR                       | Porsche 3.6L Flat-6                 | 16 | 20 | 16 | 16 | 16 | 13 | 13 | 14 | 16 | 140   |
| 3    | White Lightning Racing              | Porsche 911 GT3-RSR                       | Porsche 3.6L Flat-6                 | 19 | 13 | 8  | 1  | 13 | 16 | 16 | 19 | 9  | 114   |
| 4    | The Racer's Group                   | Porsche 911 GT3-RSR                       | Porsche 3.6L Flat-6                 | 9  | 10 | 6  | 8  | 8  | 8  | 10 | 10 | 11 | 80    |
| 5    | Risi Competizione                   | Ferrari 360GTC Modena                     | Ferrari 3.6L V8                     | 10 |    | 20 | 10 |    | 10 |    | 16 | 13 | 79    |
| 6    | J-3 Racing                          | Porsche 911 GT3-RSR                       | Porsche 3.6L Flat-6                 | 12 |    | 10 | 6  | 4  | 4  | 8  | 9  | 5  | 58    |
| 7    | British American Motorsports (BAM!) | Porsche 911 GT3-RSR                       | Porsche 3.6L Flat-6                 | 14 | 3  |    |    |    | 2  | 4  | 12 | 6  | 41    |
| 8    | P.K. Sport                          | Porsche 911 GT3-RS                        | Porsche 3.6L Flat-6                 |    | 6  | 3  | 4  | 3  | 1  |    |    |    | 17    |
| 9    | Panoz Motor Sports                  | Panoz Esperante GT-LM                     | Ford (Élan) 5.0L V8                 |    |    |    | 2  |    | 3  |    |    | 7  | 12    |
| 10=  | Morgan Works Race Team              | Morgan Aero 8-R                           | BMW (Mader) 4.5L V8                 | 7  |    |    |    |    |    |    |    |    | 7     |
| 10=  | Cirtek Motorsport                   | Porsche 911 GT3-RSR Ferrari 360GTC Modena | Porsche 3.6L Flat-6 Ferrari 3.6L V8 |    |    |    |    |    |    |    | 7  |    | 7     |